# Huron-Centre
Pour les articles homonymes, voir Huron (homonymie).
Huron-Centre fut une circonscription électorale fédérale de l'Ontario, représentée de 1872 à 1882
La circonscription d'Huron-Centre a été créée en 1882 avec des parties d'Huron-Nord et d'Huron-Sud. Abolie en 1882, elle fut redistribuée parmi Huron-Ouest et Huron-Sud.

## Géographie
En 1882, la circonscription de Huron-Centre comprenait :
- Les cantons de Colborne, Hullet, McKillop, Tuckersmith et Grey
- Les villages de Goderich et de Seaforth

## Députés
1. 1872-1878 — Horace Horton, PLC
2. 1878-1882 — Richard John Cartwright, PLC

- PLC = Parti libéral du Canada